# Amphilophus
Genre
Amphilophus est un genre de poissons néotropicaux.
Le genre Astatheros Pellegrin, 1904 est soit considéré comme synonyme (Fishbase) soit comme groupe voisin (Conkel & Lydeard, 1997).

## Liste d'espèces
Selon FishBase (10 janvier 2015) :
- Amphilophus alfari (Meek, 1907)
- Amphilophus altifrons (Kner, 1863)
- Amphilophus amarillo Stauffer & McKaye, 2002
- Amphilophus astorquii Stauffer, McCrary & Black, 2008
- Amphilophus bussingi Loiselle, 1997
- Amphilophus calobrensis (Meek & Hildebrand, 1913)
- Amphilophus chancho Stauffer, McCrary & Black, 2008
- Amphilophus citrinellus (Günther, 1864)
- Amphilophus diquis (Bussing, 1974)
- Amphilophus flaveolus Stauffer, McCrary & Black, 2008
- Amphilophus globosus Geiger, McCrary & Stauffer, 2010
- Amphilophus hogaboomorum (Carr & Giovannoli, 1950)
- Amphilophus labiatus (Günther, 1864)
- Amphilophus longimanus (Günther, 1867)
- Amphilophus lyonsi (Gosse, 1966)
- Amphilophus macracanthus (Günther, 1864)
- Amphilophus margaritifer (Günther, 1862)
- Amphilophus nourissati (Allgayer, 1989)
- Amphilophus rhytisma (López S., 1983)
- Amphilophus robertsoni (Regan, 1905)
- Amphilophus rostratus (Gill, 1877)
- Amphilophus sagittae Stauffer & McKaye, 2002
- Amphilophus supercilius Geiger, McCrary & Stauffer, 2010
- Amphilophus tolteca Recknagel, Kusche, Elmer & Meyer, 2013
- Amphilophus viridis Rechnagel, Kusche, Elmer & Meyer, 2013
- Amphilophus xiloaensis Stauffer & McKaye, 2002
- Amphilophus zaliosus (Barlow, 1976)